# Santiago Calatrava

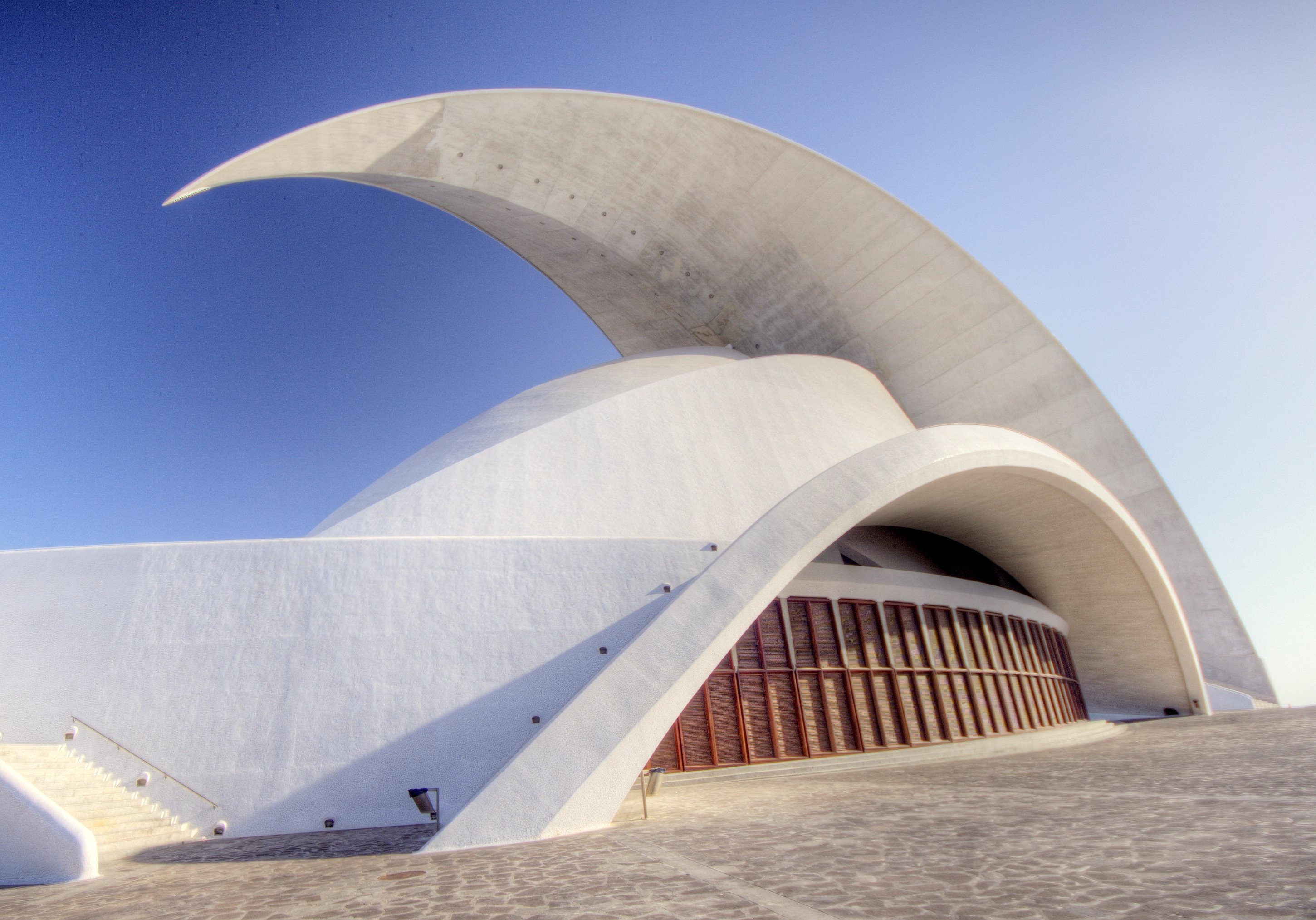
Auditorio de Tenerife (2003)

Santiago Calatrava Valls, cunoscut mai ales ca Santiago Calatrava, (n. 28 iulie 1951, Benimamet (Valencia), Spania) este un arhitect, sculptor și inginer structural spaniol recunoscut și premiat pe plan internațional, stabilit la Zürich, Elveția.
Calatrava a urmat cursurile la Școlii de Arte și Arhitectură și ale Școlii de Meserii din Universitatea Politehnică din Valencia (Valencia). După ce a terminat facultatea în 1975, s-a angajat la Institutul Federal Elvețian de Tehnologie (ETH) din Zürich, Elveția, unde a lucrat ca inginer constructor. În 1981, după ce și-a terminat doctoratul, numit "On the Fordability of Space Frames", a început să practice simultan meseriile de arhitect și de inginer. Clasat în elita de design-eri ai lumii, Calatrava are birouri de arhitectură în Zürich, Paris, New York și în alte orașe ale lumii.
La începutul carierei, Calatrava s-a axat pe poduri și stații feroviare, design-ul fiecărei structuri relevând noile standarde din ingineria civilă. Elegantul și îndrăznețul Montjuic Communications Tower din Barcelona, Spania, construit în 1991, în preajma pregătirilor pentru Jocurile Olimpice din 1992, o dovedește din plin. Pavilionul Quadracci Paviluin, construit în 2001 la Milwaukee Art Museum a fost prima clădire importantă făcută în America de către Calatrava.
La Madrid, sculptorul Santiago Calatrava a ridicat un obelisc, executat din oțel și bronz, cu înălțimea de 120 m, amplasat în Plaza de Castilla, între turnurile "Puerta Europa". Cunoscutul arhitect, inginer și sculptor spaniol a recunoscut că în procesul de elaborare al proiectului a fost inspirat de lucrarea Coloana Infinitului de la Târgu Jiu a celebrului sculptor român Constantin Brâncuși.

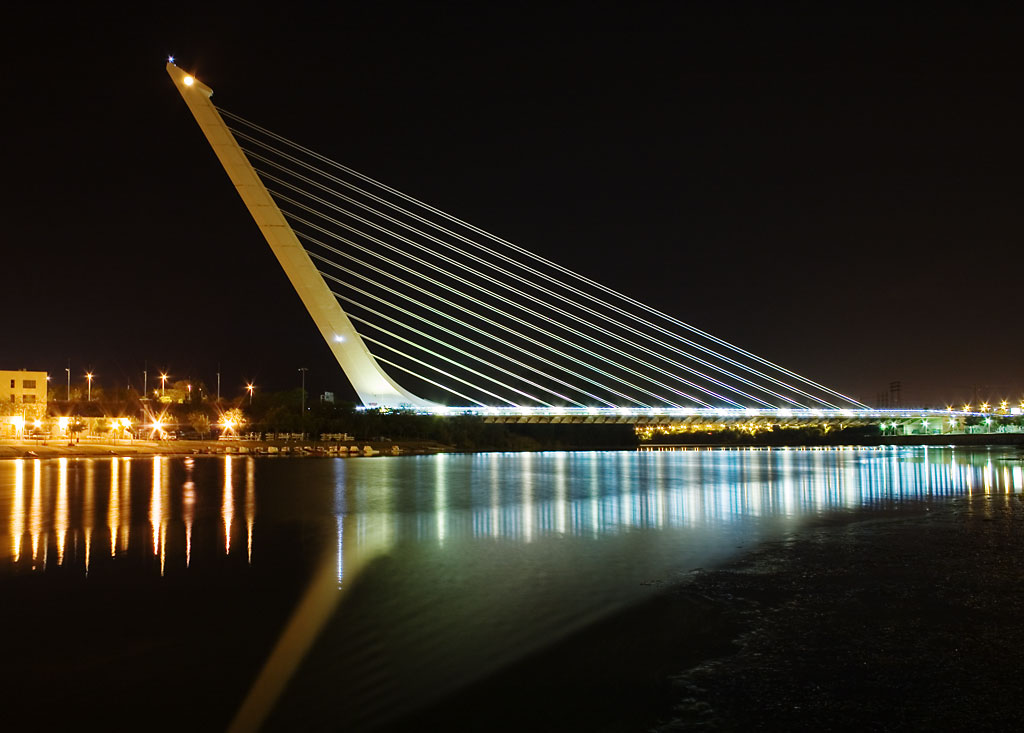
Puente del Alamillo noaptea, Sevilia, Spania, (1992)

## Lucrari remarcabile

### Completate
- Trinity Bridge, pod pietonal peste râul Irwell, Salford, Anglia
- Oberbaumbrücke, Berlin, Germania
- Podul Alameda și stația de metro Valencia, Spania
- 1983-1984, Jakem Steel Warehouse, Munchwilen, Elveția
- 1983-1985, Ernsting Warehouse, Coesfeld, Germania
- 1983-1988, Liceul Wohlen din Wohlen, Elveția
- 1983-1990, Gara Zürich Stadelhofen, Zürich, Elveția
- 1983-1989, Gara Luzern, Lucerna, Elveția
- 1984-1987, Podul Bac de Roda , Barcelona, Spania
- 1984-1988, Centrul comunitar Barenmatte, Suhr, Elveția
- 1986-1987, Teatrul Tabourettli, Basel, Elveția
- 1987-1992, BCE Place (atrium), Toronto, Canada,
- 1989-1994, Aeroportul internațional Saint-Exupéry "Satolas" Gara TGV, Lyon, Franța
- 1992, Puente del Alamillo, Sevilia, Spania
- 1992, Puente de Lusitania, Mérida, Spania
- 1992, Turnul de comunicații Montjuic din Inelul Olimpic, Barcelona, Spania
- 1992, Pavilionul Kuwaitului la Târgul mondial de la Sevilia, Spania
- 1994-1997, Podul de pietoni Campo Volantin, Bilbao, Spania
- 1996, Ciutat de les Arts i les Ciències, Valencia, Spania
- 1998, Estação do Oriente sau Gare do Oriente, Lisabona, Portugalia[5]
- 1998, Puente de la Mujer, în cartierul Puerto Madero din  Buenos Aires, Argentina
- 2000, Noul terminal al aeroportului Bilbao, Bilbao, Spania
- 2001, Muzeul de artă din Milwaukee, Milwaukee, Wisconsin, SUA
- 2003, Auditoriul din Tenerife, Santa Cruz de Tenerife, Insulele Canare, Spania
- 2003, Podul James Joyce Bridge, pod peste rîul Liffey, Dublin, Irlanda
- 2004, reproiectare a Complexului Sportiv Olimpăic din Atena, Grecia
- 2004, Pondul Sundial la Turtle Bay, Redding, California, SUA
- 2004, Trei poduri (numite Harp, Cittern and Lute) peste canalul principal la Haarlemmermeer, Olanda
- 2004, Universitatea din Zürich,  remodelarea bibliotecii "Bibliothekseinbau", Zürich, Elveția
- 2005, Podul conectând  mallul Avnatl cu Centrul Medical Rabin (Belinson) din Petah Tikva, Israel
- 2005, Turning Torso, Malmö, Suedia

### În construcție/Propuneri
- World Trade Center Transportation Hub, New York City, USA
- Atlanta Symphony Center, Atlanta, Georgia, USA
- Gara TGV din Liège, Belgia
- Palatul Congreselor, Oviedo, Spania
- Chicago Spire, Chicago, USA
- Podul Margaret Hunt Hill , Dallas, Texas, USA
- Podul Poarta Orașului, cunoscut și ca „Podul de arcuri” din Ierusalim, Israel
- 80 South Street, 835 foot tall stack of 10 condominium units on New York City's East River, starting at $27 Million each.[6]
- Gara TAV Medio Padana, Reggio Emilia, Italia
- 3 poduri pe șoseaua A1 Motorway și linia feroviară TAV , Reggio Emilia, Italia
- Podul pietonal Piazzale peste Gran Canale din Veneția - Veneția, Italia
- Campus universitar Maastricht, Olanda
- Opera din Palma de Mallorca , Spania
- High-rise buildings on stilts on the River Liffey in Dublin[7]

## Premii
- 1992 Mewdalia de aur a London Institution of Structural Engineers
- 1993 Premiul de design urban al primăriei Toronto
- 1996 Medalia de aur pentru realizari deosebite în artele frumoase din partea Ministerului Culturii din Granada
- 1999 Premiul Prințului de Asturia pentru arte
- 2000 Premiul Algur H. Meadows Award pentru realizări deosebite în arte din partea Școlii de arte  Meadows of the ,Southern Methodist University
- 2006 Premiul Eugene McDermott Award pentru arte din partea Consiliuluipentru arte al MIT,(Massachusetts Institute of Technology)
- 2005 Medalia de aur a Institutului American de Arhitecți (AIA)
- desemnarea ca lider global al zilei de mâine de către Forumul Economic Mondial de la Davos
- 2007 Premiul Național Spaniol pentru Architectură

## Galerie

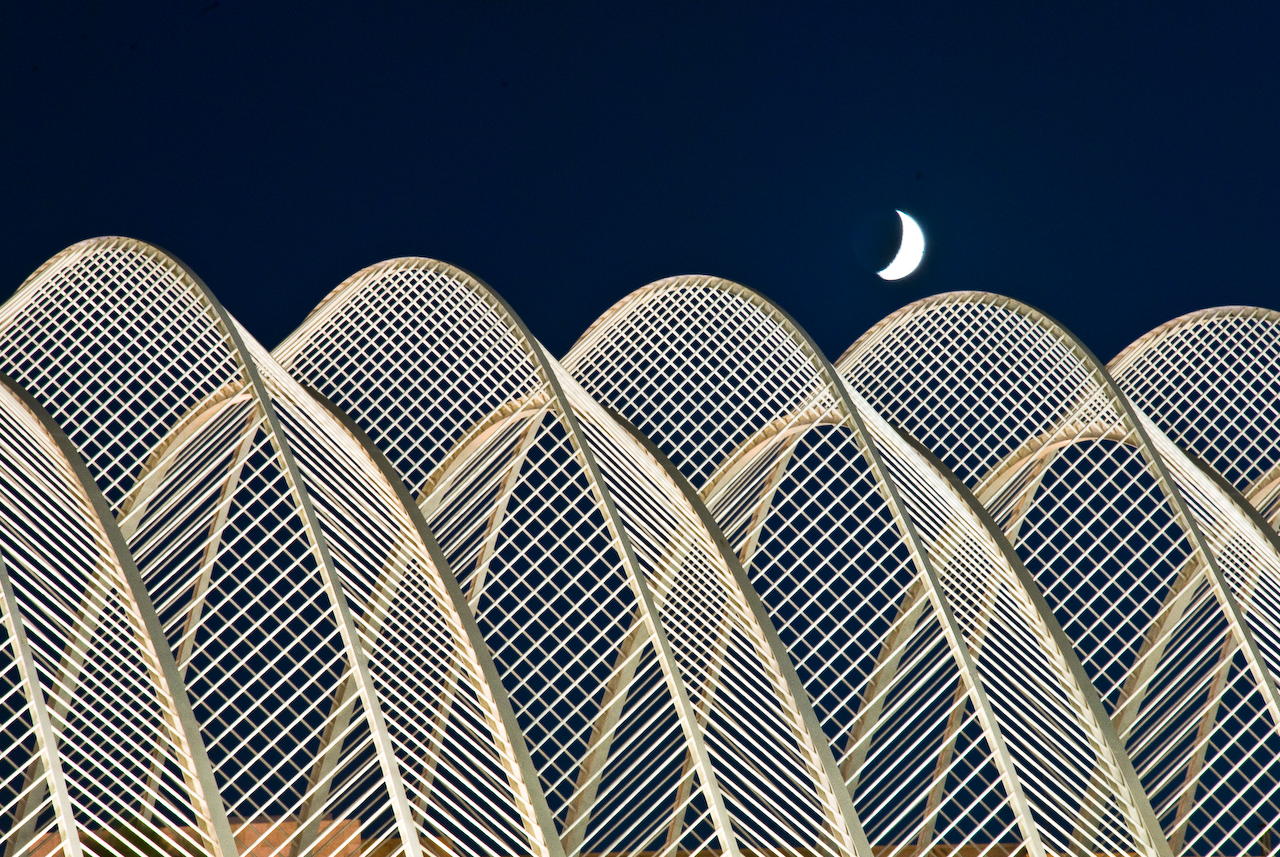
Dune
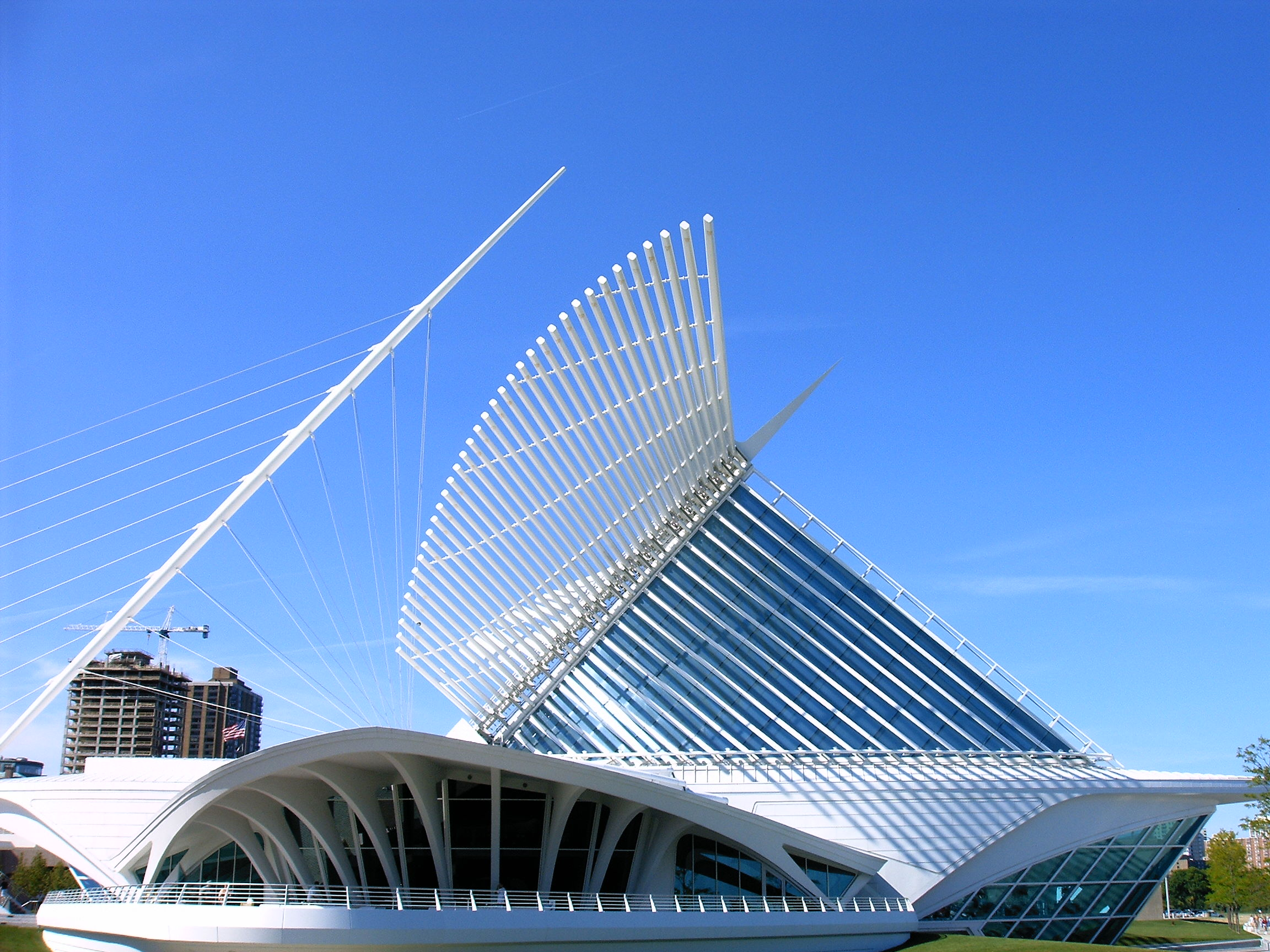
Muzeul de artă din Milwakee (SUA)
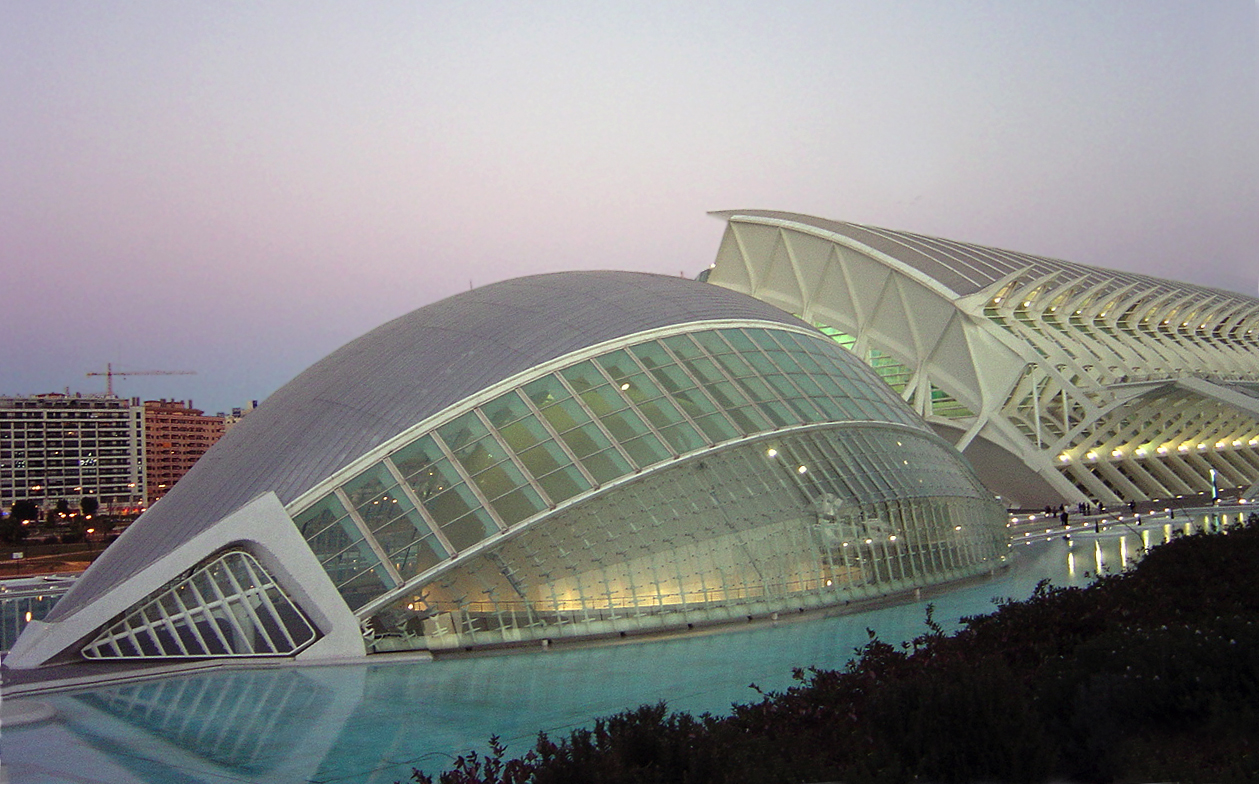
Oraşul artelor Valencia (Spania)
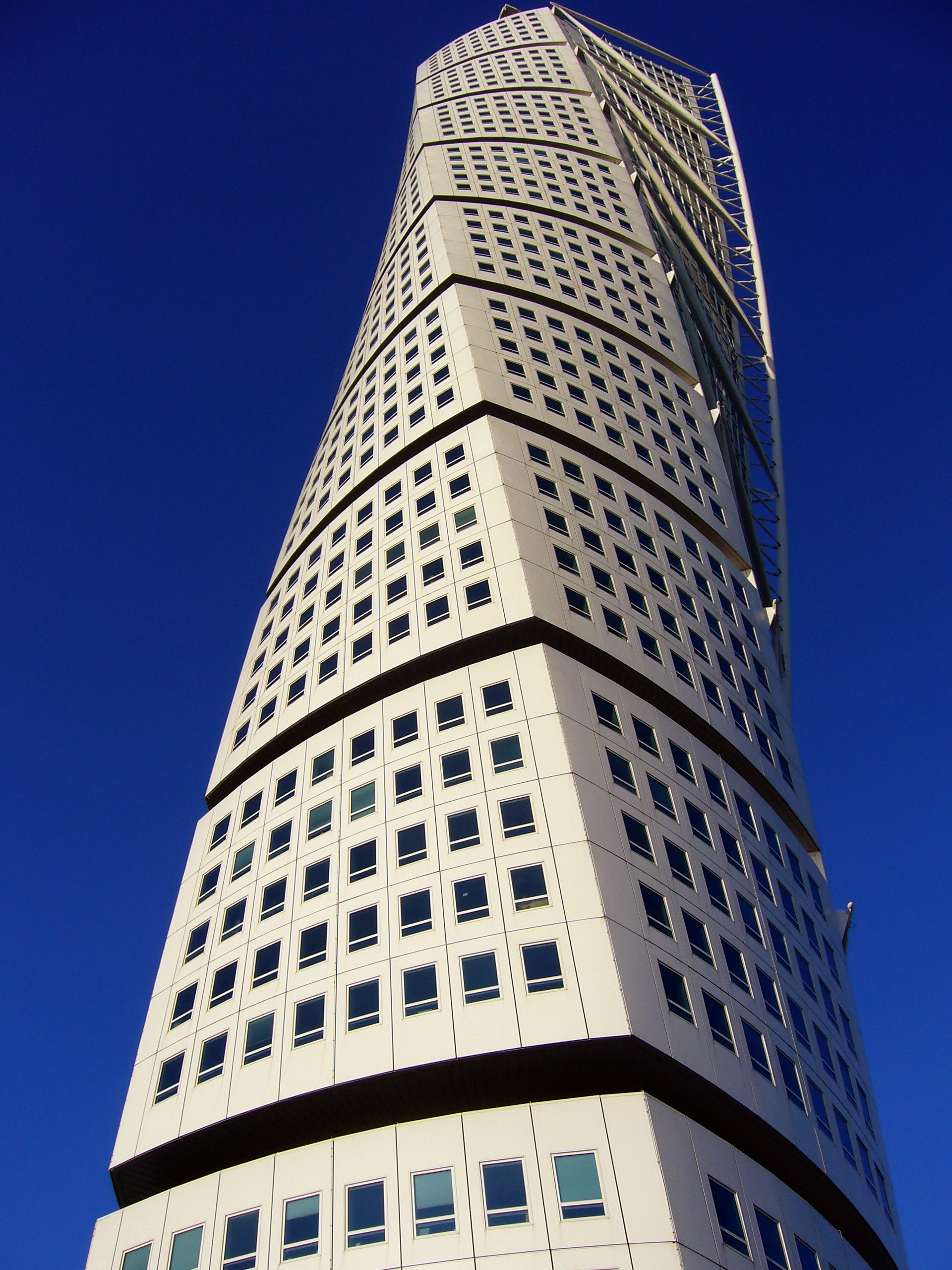
The Turning Torso, Malmo (Suedia)
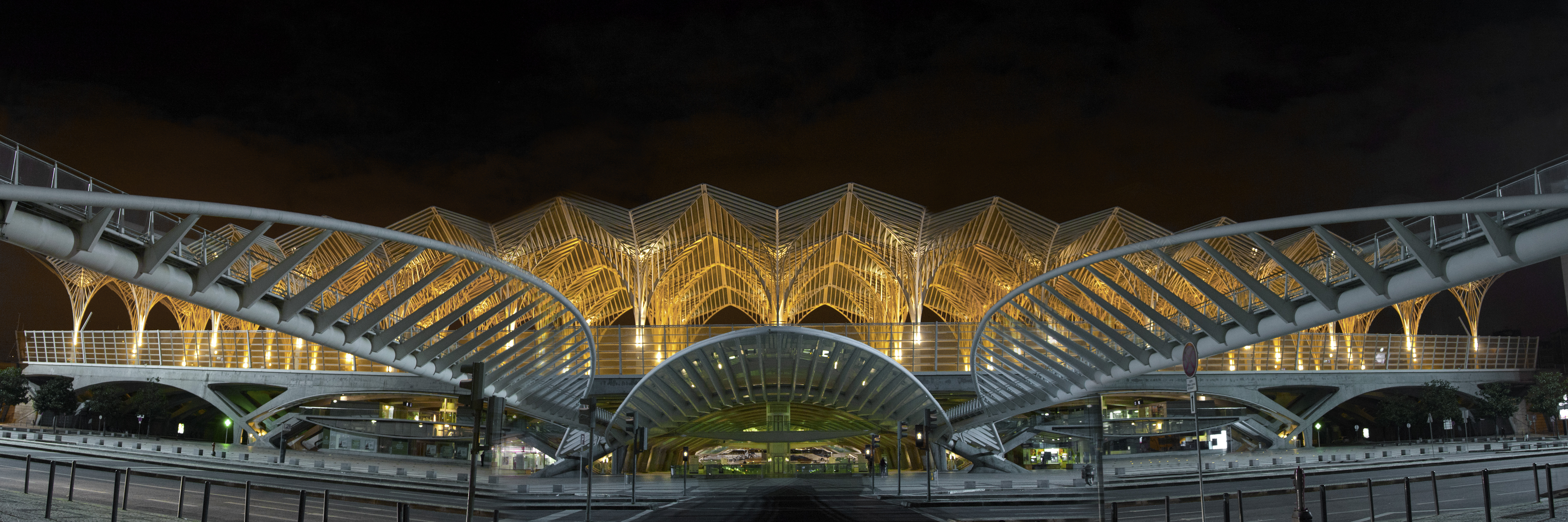
Faţada principală a Gării de Est, Lisabona (Portugalia)
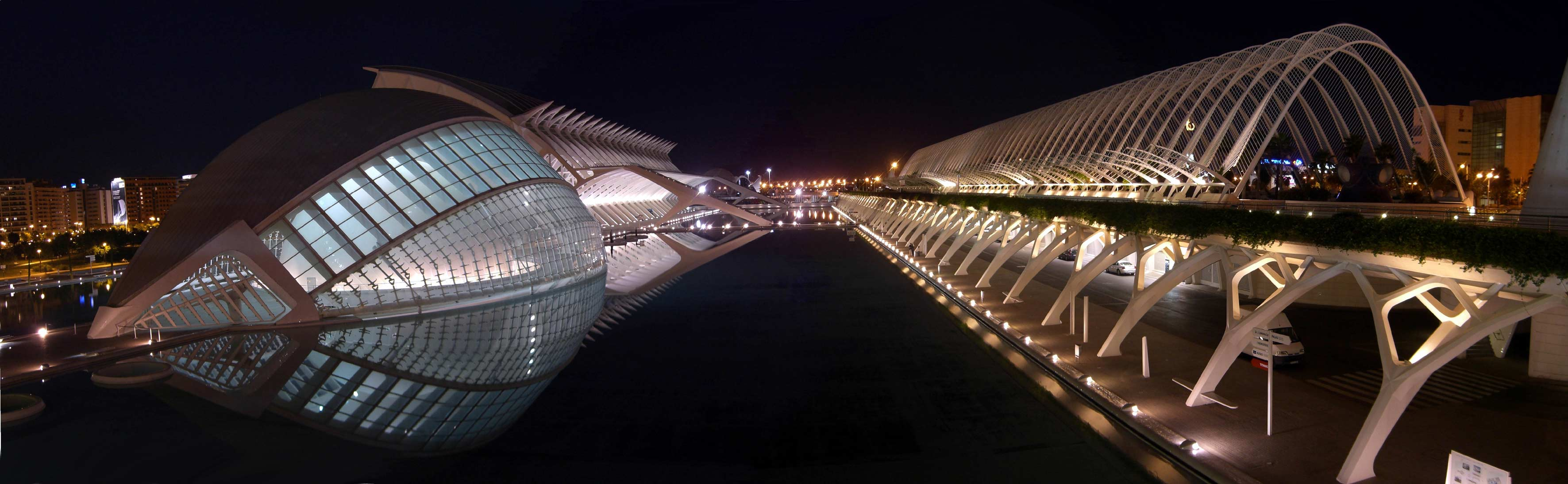
Panoramă nocturnă Oraşul Artelor Valencia(Spania)
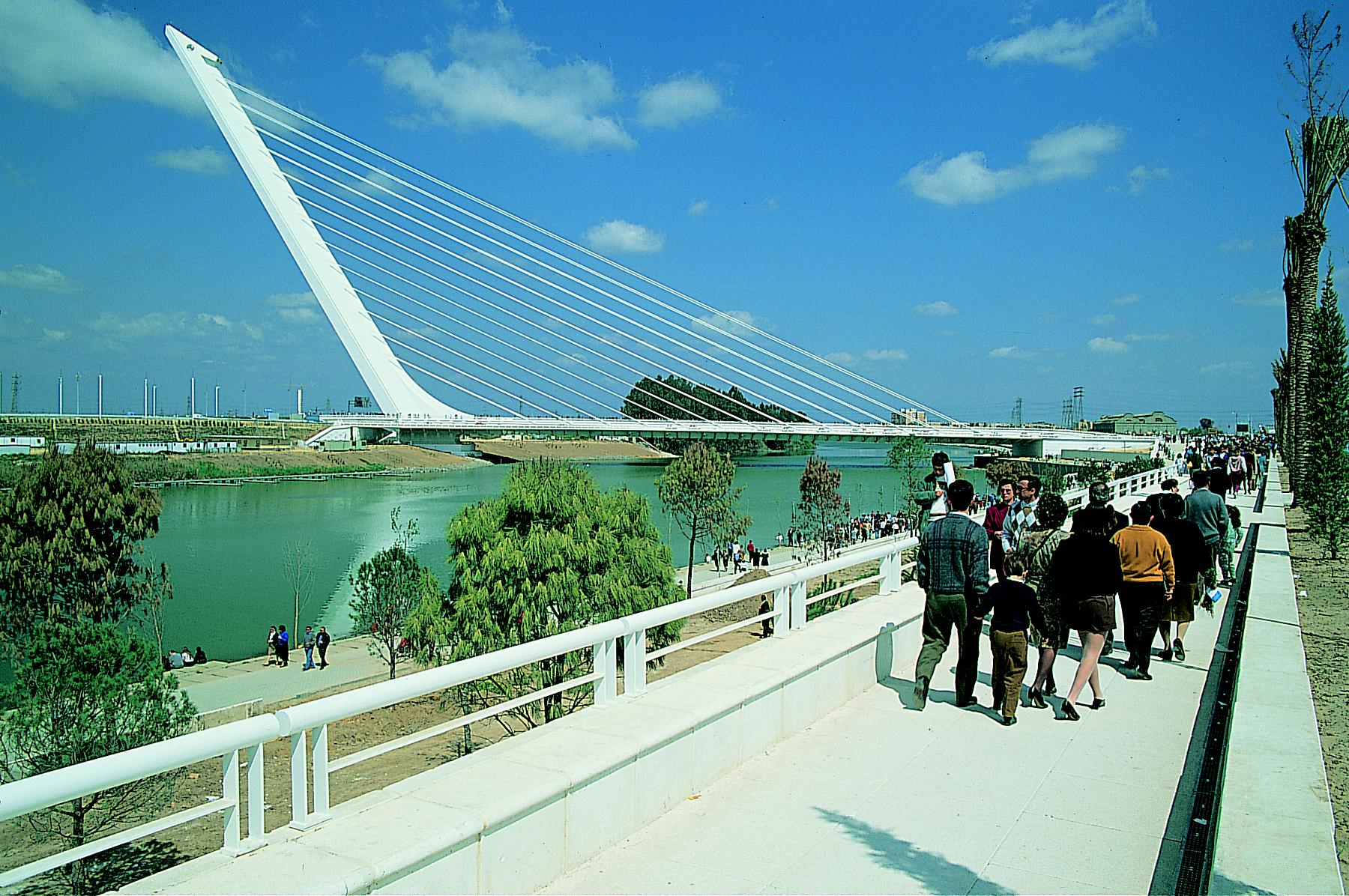
Podul Alamillo ziua Sevilla (Spania)
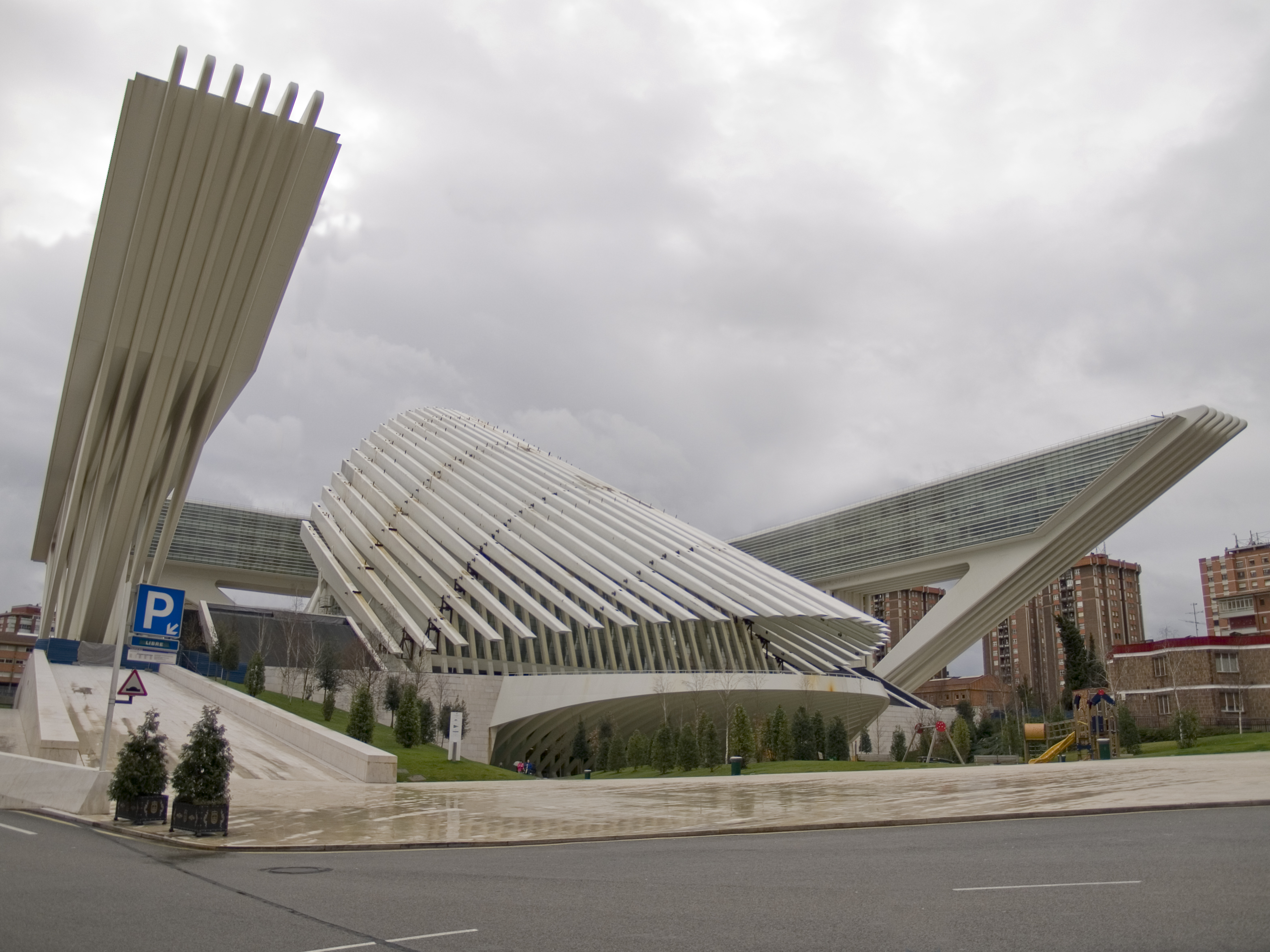
Palatul Congreselor, Oviedo (Spania)